# Schloss Länge
Die Ruine Schloss Länge (auch Längeschloss) ist ein Burgstall südöstlich von Donaueschingen im Landkreis Tuttlingen in Baden-Württemberg.

## Lage
Die Ruine liegt zwischen Blumberg und Geisingen östlich von Neudingen auf einem bewaldeten Plateau.

## Geschichte
Zwischen 1766 und 1768 ließ Fürst Joseph Wenzel von Fürstenberg ein stattliches Jagdschloss als zweigeschossigen Mansardwalmdachbau mit vier Türmchen und drei Nebengebäuden nach Plänen von Franz Joseph Salzmann in einer Barocken Parkanlage errichten. 1806 fand es Verwendung als Seuchenlazarett. Es wurde schon 1840 an Ganter von Hausen auf Abbruch verkauft.